# Mau (Distrikt)
Der Distrikt Mau (Hindi: मऊ जिला, Urdu ضلع مئو) ist ein Distrikt des indischen Bundesstaats Uttar Pradesh. Verwaltungszentrum ist die namensgebende Stadt Mau (Maunath Bhanjan).

## Geografie
Der Distrikt Mau liegt im Osten Uttar Pradeshs in der historischen Region Purvanchal und gehört zur Division Azamgarh. Nachbardistrikte sind Azamgarh im Westen, Gorakhpur im Nordwesten, Deoria im Nordosten, Ballia im Osten und Ghazipur im Süden.
Mit einer Fläche von 1713 km² gehört Mau zu den kleineren Distrikten Uttar Pradeshs. Das Distriktgebiet liegt in der flachen und intensiv landwirtschaftlich genutzten Gangesebene und wird im Norden von der Ghaghara, einem großen Nebenfluss des Ganges begrenzt.

## Geschichte
Der Distrikt Mau wurde 1988 als eigenständiger Distrikt eingerichtet. Zuvor war das Gebiet Teil des Distrikts Azamgarh gewesen.

## Bevölkerung
Nach Volkszählung 2011 hat der Distrikt Mau 2.205.968 Einwohner. Zwischen 2001 und 2011 wuchs die Einwohnerzahl um 19 Prozent. Der Distrikt Mau ist sehr dicht besiedelt: Die Bevölkerungsdichte liegt mit 1288 Einwohnern pro km² deutlich über dem ohnehin schon hohen Durchschnitt Uttar Pradeshs (829 Einwohner pro km²). Der Anteil der städtischen Bevölkerung macht 23 Prozent aus. Die Alphabetisierungsquote ist mit 73 Prozent höher als der Mittelwert des Bundesstaates (68 Prozent).
Nach der Volkszählung 2001 sind von den Einwohnern des Distriktes 81 Prozent Hindus. Daneben gibt es eine größere muslimische Minderheit von 19 Prozent. Die meisten Muslime leben dabei in Städten: Unter der städtischen Bevölkerung stellen sie sogar die Mehrheit.

## Städte
| Stadt           | Einwohner (2001) |
| --------------- | ---------------- |
| Adari           | 12.006           |
| Amila           | 4.764            |
| Dohrighat       | 10.245           |
| Ghosi           | 35.833           |
| Khairabad       | 12.056           |
| Kopaganj        | 30.828           |
| Kurthi Jafarpur | 11.943           |
| Mau             | 210.071          |
| Muhammadabad    | 102.226          |